# Vektor Grafix
Vektor Grafix était une société britannique de développement de jeux vidéo dirigée par John Lewis et Andy Craven. La société était basée dans la ville de Leeds. Vektor Grafix est fondé par Craven et Danny Gallagher en 1986. Leur premier jeu est le portage du jeu d'arcade de 1983 Star Wars sur les ordinateurs personnels ZX Spectrum, Amstrad CPC, BBC Micro et Commodore 64, et publiés par Domark. Une version DOS est également réalisée (publiée par Brøderbund aux États-Unis), rapidement suivi par un portage de The Empire Strikes Back.
Vektor est devenu un développeur de jeux de simulation 3D de premier plan et est finalement racheté par MicroProse en 1992, devenant leur studio de développement Leeds.

## Jeux
- Star Wars (1987)
- Star Wars: The Empire Strikes Back
- Ringwars
- Fighter Bomber (ou Strike Aces)
- Fighting Soccer
- Shuttle: The Space Flight Simulator
- B-17 Flying Fortress
- Killing Cloud